# 12세기 르네상스

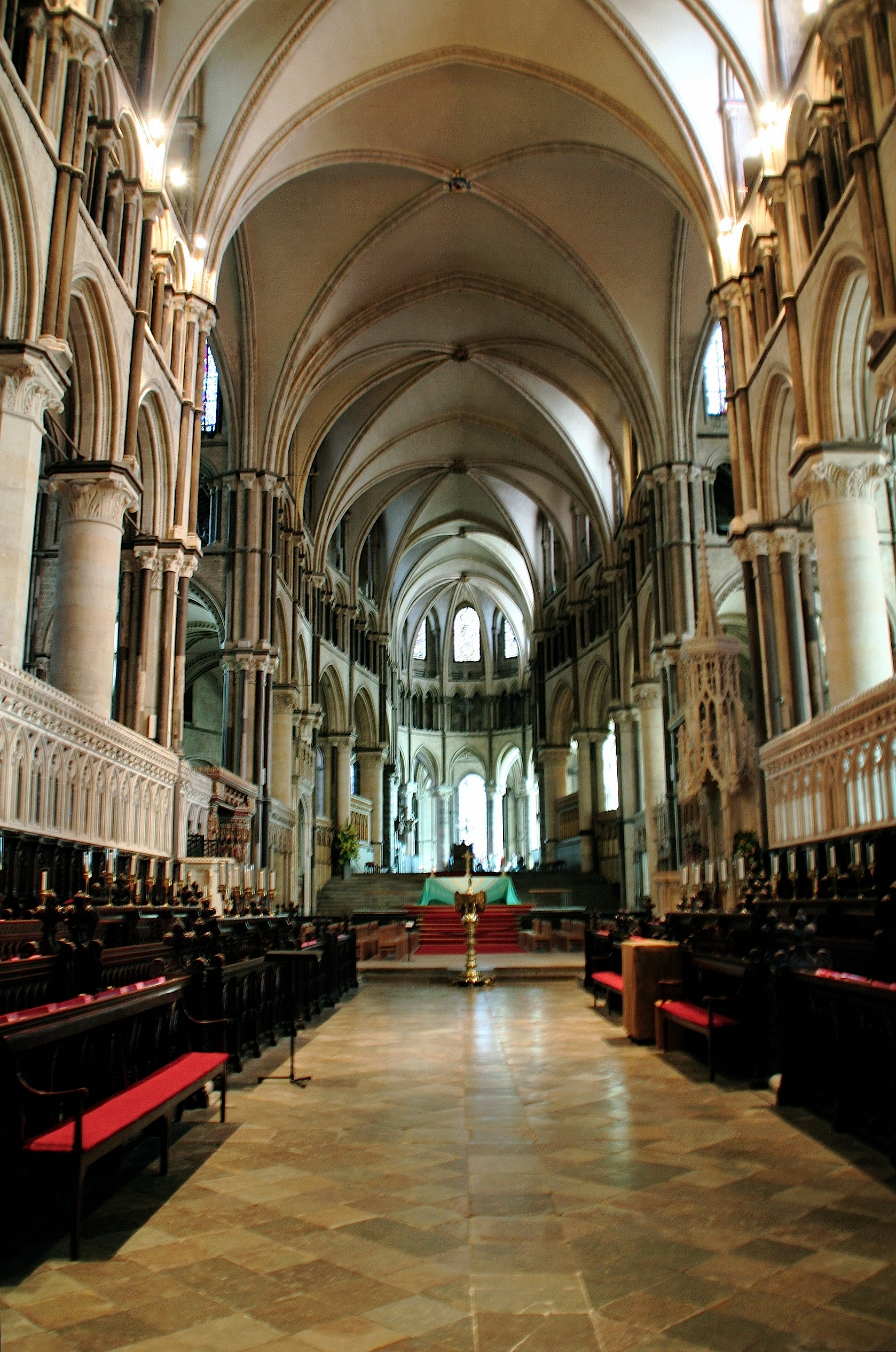
새로운 기술 발견으로 고딕 건축이 발전할 수 있었고, 이곳 캔터베리 대성당에서 그 모습을 볼 수 있다

12세기 르네상스(Renaissance of the 12th century)는 중세 성기 초기에 일어난 많은 변화의 시기였다. 여기에는 사회적, 정치적, 경제적 변화와 강력한 철학적 및 과학적 뿌리를 가진 서유럽의 지적 재활성화가 포함되었다. 이러한 변화는 15세기 이탈리아 르네상스의 문학 및 예술 운동과 17세기 과학 혁명과 같은 후대의 성과를 위한 길을 열었다.
서로마 제국의 몰락 이후 유럽은 과학적 지식의 쇠퇴를 경험했다. 그러나 이슬람교 세계와의 접촉 증가로 학문의 부흥이 일어났다. 이슬람 철학자들과 과학자들은 고대 그리스 작품들, 특히 아리스토텔레스와 에우클레이데스의 작품들을 보존하고 확장했으며, 이들은 라틴어로 번역되어 유럽 과학에 크게 활력을 불어넣었다. 중세 성기 동안 유럽은 또한 경제 성장을 촉진하는 중요한 기술 발전을 경험했다.
12세기에는 신학에 대한 체계적이고 합리적인 접근 방식을 특징으로 하는 스콜라주의가 등장했다. 이 운동은 아비켄나, 마이모니데스, 아베로에스와 같은 고대 및 중세 이슬람 및 유대 철학자들의 새로운 라틴어 번역으로 강화되었다.
12세기 초에는 라틴 고전과 문학이 부활했으며, 샤르트르와 캔터베리 같은 대성당 학교들이 학문의 중심지가 되었다. 아리스토텔레스 논리학은 나중에 신생 대학에서 중요성을 얻어 14세기에 페트라르카에 의해 다시 부활하기 전까지 라틴 문학 전통을 대체했다.

## 중세 르네상스
학문의 부흥을 위한 기초는 유럽 군주국들의 정치적 통합과 중앙집권화 과정에 의해 마련되었다. 이 중앙집권화 과정은 768년부터 814년까지 프랑크 왕국의 왕이자 800년부터 814년까지 신성 로마 제국 황제였던 카롤루스 대제에 의해 시작되었다. 카롤루스 대제가 교육에 기울인 관심은 학생들이 라틴어와 그리스어를 배우도록 요구되는 많은 새로운 교회와 학교의 설립으로 이어졌고, 이는 카롤링거 르네상스라고 불린다.
두 번째 "르네상스"는 936년부터 973년까지 작센의 왕이었고 962년부터 신성 로마 제국의 황제였던 오토 1세(대제)의 통치 기간 동안 일어났다. 오토는 그의 왕국을 통일하고 왕국 전역에 주교와 대주교를 임명할 권리를 주장하는 데 성공했다. 오토의 이러한 교회 권력 장악은 그를 왕국에서 가장 교육받고 유능한 계층의 사람들과 긴밀하게 접촉하게 했다. 이러한 긴밀한 접촉으로 인해 작센 왕국과 신성 로마 제국에서 많은 새로운 개혁이 도입되었다. 따라서 오토의 통치는 오토 왕조 르네상스라고 불린다.
따라서 12세기 르네상스는 중세 르네상스 중 세 번째이자 마지막 르네상스로 식별되어 왔다. 그러나 12세기의 르네상스는 카롤링거 시대나 오토 시대의 르네상스보다 훨씬 더 철저했다. 실제로 카롤링거 르네상스는 카롤루스 대제 자신에게 더 특별한 것이었고, 사회에서 솟아나는 진정한 르네상스라기보다는 "변화하는 사회의 외피"에 가까웠으며, 오토 왕조 르네상스도 마찬가지라고 할 수 있다. 따라서 일부 중세 역사가들은 이후 "르네상스"라는 용어를 이전 두 시기에 연결하는 것은 오해의 소지가 있는 설명이며 9세기와 10세기의 사회적 변화를 설명하는 데 유용하지 않다고 주장해 왔다.

## 역사학
하버드 대학교 교수 찰스 호머 해스킨스는 1070년경부터 시작된 중세 성기를 알린 르네상스에 대해 광범위하게 글을 쓴 최초의 역사가였다. 1927년에 그는 다음과 같이 썼다.
[유럽의 12세기는] 여러 면에서 신선하고 활기찬 삶의 시대였다. 십자군, 도시의 부상, 서양의 초기 국민 국가 시대였던 이 시기는 로마네스크 미술의 정점과 고딕의 시작을 보았다. 또한 자국어 문학의 출현, 라틴 서양고전학과 라틴 시 및 로마법의 부활, 회복된 그리스 과학 (그리스 과학의 아랍어 추가 포함)과 그리스 철학의 대부분, 그리고 최초의 유럽 대학의 기원을 보았다. 12세기는 고등 교육, 스콜라 철학, 유럽의 법 체계, 건축과 조각, 전례극, 라틴어 및 자국어 시 등에 그 흔적을 남겼다.

영국의 미술사학자 케네스 클라크는 서유럽의 첫 "위대한 문명 시대"가 서기 1000년경에 시작될 준비가 되었다고 썼다. 그는 1100년부터 기념비적인 수도원과 대성당이 건설되고 조각, 태피스트리, 모자이크 및 예술의 가장 위대한 시대 중 하나에 속하는 작품들로 장식되어, 당시의 단조롭고 비좁은 평범한 생활 조건과는 극명한 대조를 이루었다고 썼다. 생드니 대성당의 수제르 수도원장은 고딕 건축의 영향력 있는 초기 후원자로 여겨지며, 아름다움에 대한 사랑이 사람들을 신에게 더 가까이 인도한다고 믿었다: "둔한 마음은 물질적인 것을 통해 진리에 이른다." 클라크는 이를 "다음 세기의 모든 숭고한 예술 작품의 지적 배경이며 사실상 오늘날까지 예술의 가치에 대한 우리의 믿음의 기초로 남아 있다"고 말한다.

## 번역 운동

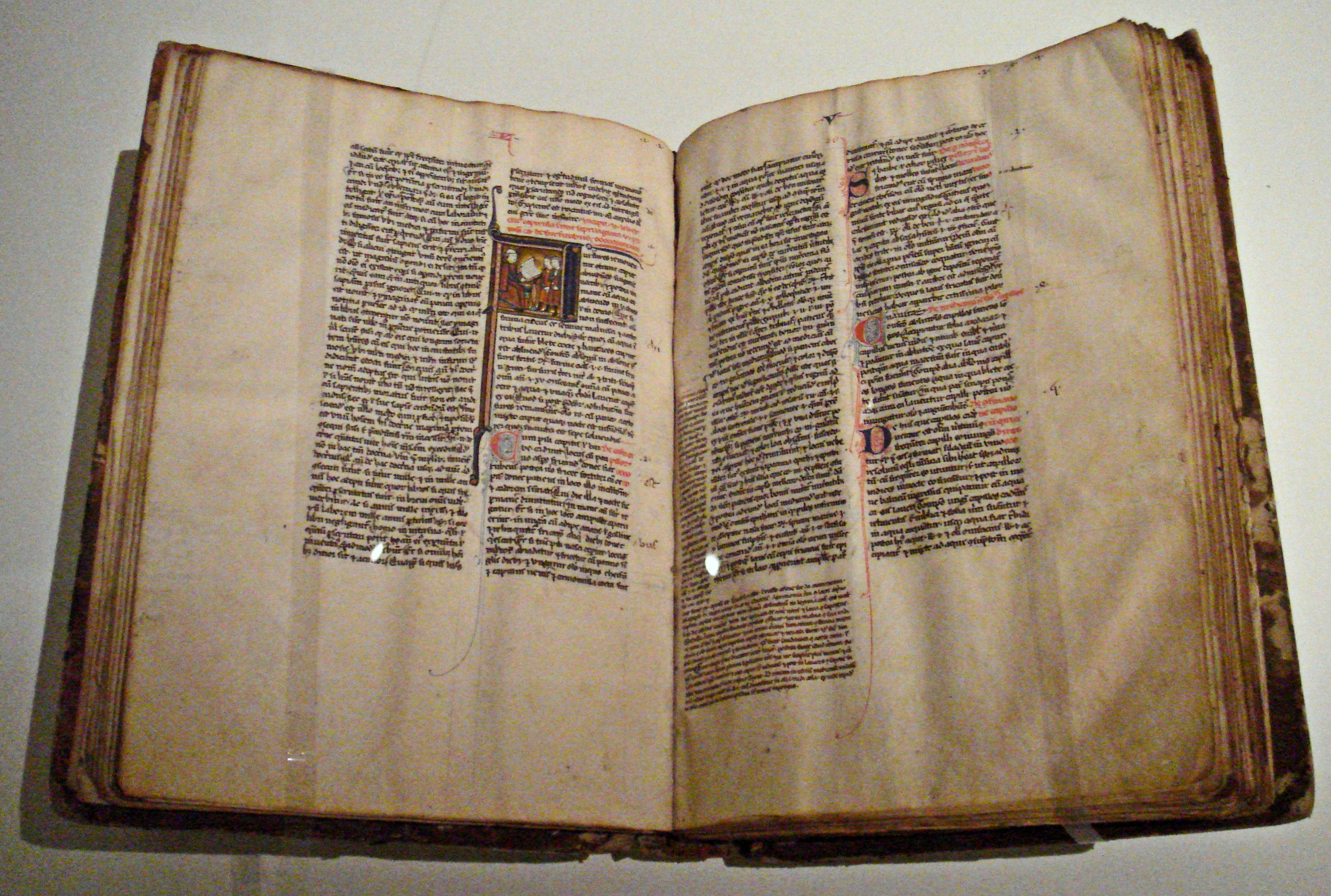
알라지의 의학 논집(Recueil des traités de médecine)을 크레모나의 제라르가 13세기 후반에 번역한 것.

다른 문화, 특히 고대 그리스 작품의 텍스트 번역은 12세기 르네상스와 15세기 후기 르네상스 모두에서 중요한 측면이었다. 그러나 초기 라틴 학자들이 거의 전적으로 그리스어와 아랍어 자연과학, 철학, 수학 작품을 번역하고 연구하는 데 집중한 반면, 후기 르네상스는 문학 및 역사 텍스트에 집중했다는 것은 부정확하다. 왜냐하면 15세기의 가장 중요한 그리스어 번역 중 일부는 마우리시오 피치노가 수행한 것으로, 여기에는 여러 플라톤 작품과 신플라톤주의 저자들의 작품, 그리고 매우 중요한 헤르메스 문헌 번역이 포함되었기 때문이다. 이들은 피타고라스와 플라톤의 영성과 철학에 관한 작품으로, 12세기의 번역보다 후기 철학적, 종교적 논쟁에 훨씬 더 중요했다.

## 무역과 상업

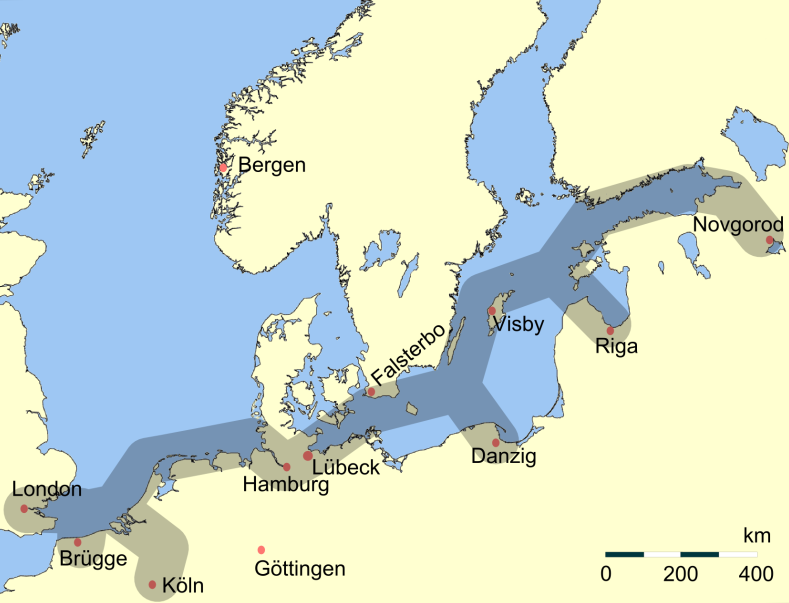
한자동맹의 주요 무역로

십자군 시대는 수세기 만에 처음으로 많은 유럽인들을 비잔티움의 기술과 사치품과 접촉하게 했다. 유럽으로 돌아온 십자군들은 수많은 작은 사치품과 기념품을 가지고 돌아와 새로운 무역에 대한 욕구를 자극했다. 제노바와 베네치아와 같은 신흥 이탈리아 해상 세력은 발달된 상업 및 금융 기술을 개발하여 지중해를 통해 유럽, 무슬림, 비잔티움 간의 무역을 독점하기 시작했으며, 피렌체와 같은 도시들은 이 금융 산업의 주요 중심지가 되었다.
북유럽에서는 1158–1159년에 뤼베크 시가 건설된 후 12세기에 한자동맹이 등장했다. 신성 로마 제국의 많은 북부 도시들이 함부르크, 슈테틴, 브레멘, 로스토크를 포함하여 한자 도시가 되었다. 신성 로마 제국 외부의 한자 도시는 예를 들어 브뤼허, 런던, 폴란드의 단치히(그단스크)였다. 베르겐과 노브고로드에는 동맹의 공장과 중개인이 있었다. 이 시기에 독일인들은 제국 너머의 동유럽, 즉 프로이센과 실레시아로 식민지를 개척하기 시작했다.
13세기 중반, "팍스 몽골리카"는 9세기와 10세기에 휴면 상태였던 중국과 서아시아 간의 육상 무역로를 다시 활성화시켰다. 1241년 몽골의 유럽 침공 이후, 교황과 일부 유럽 군주들은 성직자들을 몽골 궁정에 사절 및 선교사로 파견했다. 여기에는 빌럼 판 루브뢱, 조반니 다 피안 델 카르피니, 롱주모의 앙드레, 오도릭, 조반니 데 마리뇰리, 조반니 디 몬테 코르비노 등이 포함되었으며, 니콜로 다 콘티와 같은 다른 여행자들도 있었다. 카르피니 등의 기록은 후원자에게 보내는 라틴어 편지 형식으로 작성되었지만, 아버지와 삼촌을 따라 중국까지 갔던 후기 이탈리아 여행자 마르코 폴로의 기록은 처음에 프랑코-베네치아어로  1300c. 작성되었고 나중에 다른 대중 언어로 작성되어 더 많은 유럽인들에게 비교적 쉽게 접근할 수 있었다.

## 과학

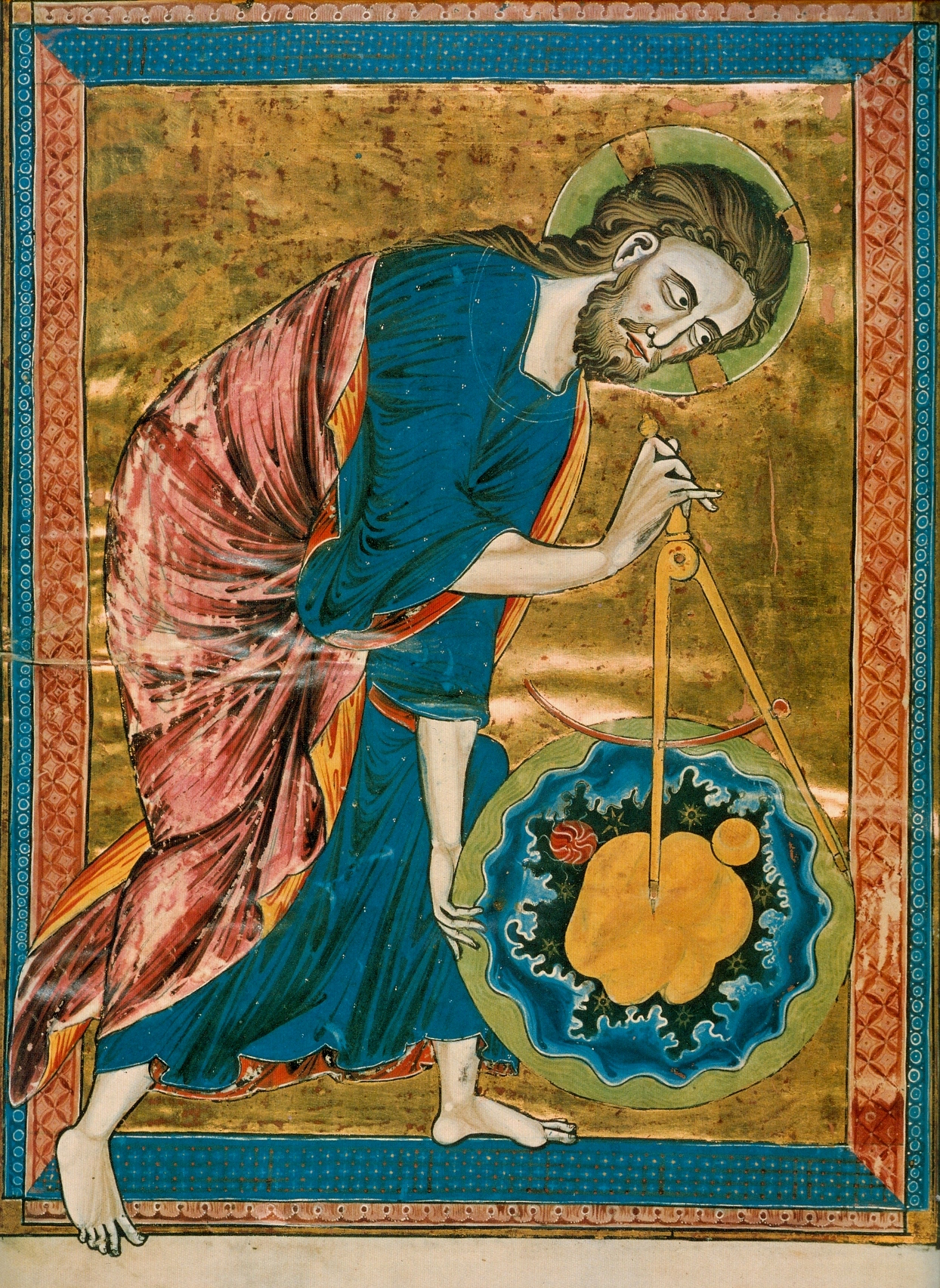
기하학자인 신: 중세 학자들은 신이 우주를 창조한 기하학적이고 조화로운 원리를 이해하고자 했다.

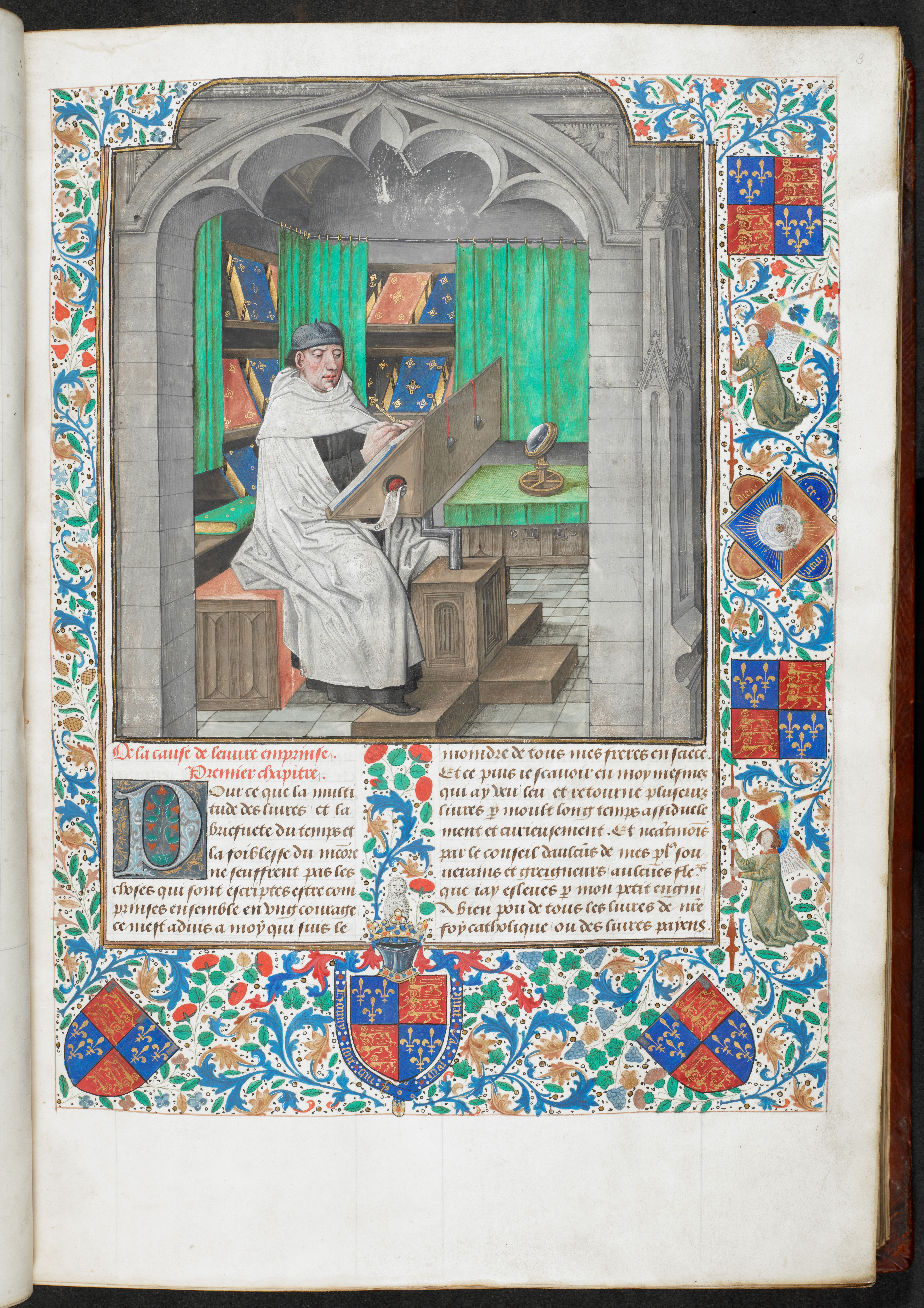
스크립토리움에서 사본을 복사하는 모습을 보여주는 세밀화

서로마 제국 붕괴 후, 서유럽은 많은 어려움을 겪으며 중세로 접어들었다. 인구 감소 및 기타 요인 외에도 고전 고대의 대부분의 과학 논문들은 그리스어나 라틴어로 작성되었는데, 이용할 수 없게 되거나 완전히 소실되었다. 중세 전기의 철학 및 과학 교육은 라틴 서유럽에 남아있던 고대 그리스 과학 및 철학 텍스트의 소수의 라틴어 번역 및 주석에 기반을 두었으며, 그 연구 수준은 최소한에 머물렀다. 오직 기독교 교회만이 이러한 저작물의 사본을 보관하고 있었고, 이들은 주기적으로 교체되어 다른 교회로 배포되었다.
이러한 상황은 12세기 르네상스 동안 변화했다. 수세기 동안 교황들은 유럽의 여러 왕들에게 성직자들을 보내왔다. 유럽의 왕들은 일반적으로 문맹이었다. 문맹이 아닌 성직자들은 음악, 의학 또는 역사 등과 같은 특정 주제의 전문가였으며, 로마 코호르스 아미코룸(이탈리아어 corte '궁정'의 어원)으로도 알려졌다. 이들은 왕의 수행원이나 궁정의 일부가 되어 왕과 그의 자녀들을 교육하고 교황으로부터 보수를 받으면서 중세로 지식을 확산시키는 데 기여했다. 교회는 유럽 전역의 수많은 스크립토리움에 고전 경전을 두루마리나 책으로 보관하여 고전 지식을 보존하고 유럽 왕들이 이 중요한 정보에 접근할 수 있도록 했다. 그 대가로 왕들은 고아원, 병원, 학교 역할을 할 수도원을 짓도록 권장되었고, 이는 사회에 이익을 가져다주었으며 궁극적으로 중세에서 현대로의 전환을 원활하게 했다.
알안달루스의 이슬람 지배 이베리아와 남부 이탈리아와의 접촉 증가, 십자군, 레콩키스타뿐만 아니라 비잔티움과의 접촉 증가로 서유럽인들은 헬레니즘 및 이슬람 철학자들과 과학자들, 특히 아리스토텔레스의 작품들을 찾고 번역할 수 있었다. 에우클레이데스의 여러 번역이 이루어졌지만 13세기 중반까지는 광범위한 주석이 작성되지 않았다.
중세 대학의 발전은 이러한 텍스트의 번역 및 전파에 실질적인 도움을 주었고 과학 공동체에 필요한 새로운 인프라를 시작했다. 실제로 유럽 대학은 이들 텍스트 중 많은 부분을 커리큘럼의 중심에 두었으며, 그 결과 "중세 대학은 현대의 대학보다 과학에 훨씬 더 큰 비중을 두었다."
13세기 초에는 일부 고대 그리스 과학 작품의 비교적 정확한 라틴어 번역이 있었지만, 메카니카, 에우클레이데스의 정확한 번역, 또는 신플라톤주의자들의 과학적 발전은 포함되지 않았다. 그러나 이용 가능한 텍스트들은 연구되고 상세화되어 우주의 본질에 대한 새로운 통찰력을 이끌어냈다. 이러한 부흥의 영향은 로버트 그로스테스트의 과학적 작업과 베르나르두스 실베스트리스의 신플라톤주의에서 분명히 나타난다.

## 기술

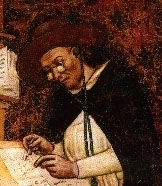
1352년 토마소 다 모데나가 그린 휴 드 프로방스 초상화의 세부

유럽의 중세 성기 동안 생산 수단의 혁신이 증가하여 경제 성장을 이끌었다.
앨프리드 크로스비는 그의 저서 『현실의 측정: 서유럽의 정량화, 1250-1600』과 다른 주요 기술사학자들도 이를 언급하며 이러한 기술 혁명의 일부를 설명했다.
- 풍차에 대한 가장 오래된 기록은 잉글랜드 요크셔에서 발견되었으며, 연도는 1185년이다.
- 종이 제조는 1100년경 스페인에서 시작되었고, 거기서부터 12세기에 프랑스와 이탈리아로 퍼졌다.
- 자석 나침반은 항해에 도움이 되었으며, 12세기 후반 유럽에서 증명되었다.
- 고대 그리스 기원의 성반 (천문학)은 이슬람 스페인을 통해 유럽으로 돌아왔다.
- 서양에서 가장 오래된 것으로 알려진 선미 부착 방향키 (항공기)의 묘사는 1180년경으로 거슬러 올라가는 교회 조각에서 찾을 수 있다.
- 12세기 프랑스에서 건식 나침반이 발명되었다.[17]
- 13세기의 기계식 시계 발명.[18]

## 라틴 문학
12세기 초는 라틴어로 번역된 그리스 철학의 부활 이전이자 독립적으로 라틴 고전, 산문, 운문 연구의 부활을 보았다. 샤르트르, 오를레앙, 캔터베리의 대성당 학교들은 저명한 학자들이 근무하는 라틴 문학의 중심지였다. 캔터베리의 서기였던 요안네스 사레스베리엔시스는 샤르트르의 주교가 되었다. 그는 철학, 언어, 인문학에서 마르쿠스 툴리우스 키케로를 가장 높이 평가했다. 라틴 인문주의자들은 오늘날 우리가 가지고 있는 거의 모든 라틴 작가들, 즉 오비디우스, 베르길리우스, 테렌티우스, 호라티우스, 소 세네카, 키케로의 작품을 소장하고 읽었다. 예외는 거의 없었다 — 타키투스, 리비우스, 루크레티우스. 시에서는 베르길리우스가 보편적으로 칭송받았고, 오비디우스가 그 뒤를 이었다.
이전의 카롤링거 부흥처럼, 12세기 라틴 부흥은 영구적이지 않았다. 이교도 로마 문학에 대한 종교적 반대가 존재했지만, 해스킨스는 "종교가 아니라 논리", 특히 "[12세]기 중반의 아리스토텔레스의 신 논리학이 변증법에 큰 비중을 두었다"고 주장한다. 이는 라틴 작가들의 서한, 문학, 웅변, 시를 희생시키는 것이었다. 신생 대학들은 프란체스코 페트라르카가 14세기에 최종적으로 부흥시키기 전까지 라틴 인문주의 유산을 대체하는 아리스토텔레스 중심지가 되었다.

## 로마법
판데크텐 연구는 로마 법률 법학의 부흥과 서유럽에서 대륙법계의 기초로서 로마법의 확립을 위한 첫 걸음이었다. 세계에서 가장 오래된 지속적으로 운영되는 대학으로 인정받는 볼로냐 대학교는 이 시기 유럽 법학의 중심지였다.

## 스콜라주의
이 시기에는 신성한 문제에 대한 보다 체계적이고 합리적인 접근 방식을 강조하는 스콜라 학자들 또는 "학교 사람들"이 주도하는 새로운 형태의 기독교 신학이 발전했다. 처음에는 보이티우스의 주석에 대한 재고와 아리스토텔레스의 논리학 작품 및 칼키디우스의 플라톤 티마이오스 주석—두 철학자가 당시 라틴 서유럽에 알려져 있던 주요 작품—에 영감을 받았으며, 성 안셀무스와 샤르트르 학파의 베르나르두스 카르노텐시스 및 윌리엄 오브 콘치스와 같은 학자들이 주도했다. 이 운동은 교황령의 콘스탄티누스 아프리카누스, 카스티야의 톨레도 번역학파, 콘스탄티노폴리스의 베네치아의 야코부스 등이 수행한 새로운 라틴어 번역을 통해 고대 학자 및 사상가들의 작품에 대한 접근성이 증가하면서 강화되었다.
같은 경로(특히 스페인)를 통해 중세 이슬람 및 유대 철학적 고찰이 확산되었는데, 특히 마이모니데스, 이븐 시나, 이븐 루시드의 것이었다. 프랑스—특히 파리 대학교—는 이러한 새로운 텍스트의 전파 중심지가 되었지만, 로셀린, 피에르 아벨라르, 윌리엄 오브 콘치스와 같은 초기 프랑스 인물 중 일부는 이단으로 비난받거나 플라톤의 세계 영혼과 같은 민감한 주제에 대한 처리를 순화하도록 강요받았다. 이후 알베르투스 마그누스, 보나벤투라, 토마스 아퀴나스와 같은 13세기 스콜라 학자들은 세속 학문과 논리를 사용하여 기존 정통 교리를 지지하고 강화함으로써 교회의 박사로 숭배받았다. 이 시기의 주요 질문 중 하나는 보편 논쟁이었다.
당시 저명한 비스콜라 학자로는 피터 다미안, 베르나르 드 클레르보, 그리고 빅토리누스 학파가 있다.

## 예술
12세기 르네상스는 시에 대한 관심의 부활을 보았다. 주로 자신들의 모국어로 글을 쓴 동시대 시인들은 카롤링거 르네상스의 시인들보다 훨씬 더 많은 작품을 만들어냈다. 주제는 서사, 서정, 극 등 다양했다. 운율은 더 이상 고전 형식에 국한되지 않고 새로운 체계로 분기되기 시작했다. 또한 종교 시와 세속 시의 구분이 더 작아졌다. 특히, 골리아르드는 종교 텍스트의 불경스러운 패러디로 유명했다.
이러한 시적 형식의 확장은 새로운 리듬과 구조를 선호하는 자국어 문학의 부흥에 기여했다.

## 같이 보기
- 연속성 가설
- 중세 후기의 위기

### 인용문
1. ↑  (Bauer 2013, 1 – preface쪽)
2. ↑  Robert Robert Louis Benson; Giles Constable; Carol Carol Dana Lanham, 편집. (1991). 《Renaissance and Renewal in the Twelfth Century》. Harvard University Press. 471쪽.
3. ↑  (Haskins 1927, 98–99쪽)
4. ↑  (Hoyt 1976, 329쪽)
5. ↑  (Hoyt 1976, 197쪽)
6. ↑  (Hoyt 1976, 198쪽)
7. ↑  (Hoyt 1976, 366쪽)
8. ↑  (Hoyt 1976, 164쪽)
9. ↑  (Haskins 1927, viii – introduction쪽)
10. ↑  문명 (TV 시리즈)
11. ↑  Irving Woodworth Raymond, Robert Sabatino Lopez. 《Medieval Trade in the Mediterranean World》. Columbia University Press.
12. ↑  이 13세기 사본에 있는 나침반은 신의 창조 행위의 상징이다.
* 토머스 우즈, How the Catholic Church Built Western Civilization, (워싱턴 D.C.: 레제네리, 2005), ISBN 0-89526-038-7
13. ↑  Robert Robert Louis Benson; Giles Constable; Carol Carol Dana Lanham, 편집. (1991). 《Renaissance and Renewal in the Twelfth Century》. Harvard University Press. 471쪽.
14. ↑  Toby Huff, Rise of early modern science 2nd ed. p. 180-181
15. ↑  Edward Grant, "Science in the Medieval University", in James M. Kittleson and Pamela J. Transue, ed., Rebirth, Reform and Resilience: Universities in Transition, 1300-1700, Columbus: Ohio State University Press, 1984, p. 68
16. ↑  Jane E. House (Spring 2013). 《Learning How Much Twelfth Century Scientists knew and How They Knew It》. 《Folio》 (Graduate Center of the City University of New York). 2쪽.
17. ↑  Barbara M. Kreutz, "Mediterranean Contributions to the Medieval Mariner's Compass," Technology and Culture, Vol. 14, No. 3. (July 1973), p.368
18. ↑  White 1964, 120–121쪽.
19. ↑  Charles Homer Haskins. The Renaissance of the Twelfth Century. Cambridge: Harvard University Press, 1927. Chapter I-IV
20. ↑  (Haskins 1927, 98–99쪽)
21. ↑  Somfai, Anna (2002), 〈The Eleventh-Century Shift in the Reception of Plato's Timaeus and Calcidius's Commentary〉, 《Journal of the Warburg and Courtauld Institutes》, Vol. 65, Chicago: University of Chicago Press, 1–21쪽.
22. ↑  Adamson (2019), Ch. 14.
23. ↑  Adamson, Peter (2019), 《Medieval Philosophy》, A History of Philosophy without Any Gaps, Vol. 4, Oxford: Oxford University Press, Ch. 20, ISBN 978-0-19-884240-8.
24. ↑  Gilson, Etienne (1991). 《The Spirit of Medieval Philosophy (Gifford Lectures 1933-35)》. Notre Dame, IN: University of Notre Dame Press. 490쪽. ISBN 978-0-268-01740-8.
25. ↑  (Haskins 1927, 153–158쪽)
26. ↑  (Haskins 1927, 183–185쪽)
27. ↑  (Haskins 1927, 190쪽)

### 참고 문헌
- Bauer, Susan Wise (2013), 《The History of the Renaissance World: From the Rediscovery of Aristotle to the Conquest of Constantinople》, New York: W. W. Norton & Company, ISBN 978-0-3930-5976-2
- Benson, Robert L., Giles Constable, and Carol D. Lanham, eds. (1982). Renaissance and Renewal in the Twelfth Century.  Cambridge: 하버드 대학교 출판부.
- Haskins, Charles Homer (1927), 《The Renaissance of the Twelfth Century》, Cambridge: Harvard University Press, ISBN 978-0-6747-6075-2
- Hoyt, Robert S.; Chodorow, Stanley (1976), 《Europe in the Middle Ages》 3판, New York: Harcourt, Brace Jovanovich, Inc., ISBN 978-0-1552-4712-3
- White, Lynn Townsend (1964). 《Medieval Technology and Social Change》. New York: Oxford University Press. ISBN 978-01950-0-266-9.